# Costa de Llevant
Costa de Llevant este o arie protejată (sit de importanță comunitară — SCI) din Spania întinsă pe o suprafață de 1.838,72 ha, integral marine.

## Localizare
Centrul sitului Costa de Llevant este situat la coordonatele 39°22′38″N 3°14′54″E / 39.3773°N 3.2482°E.

## Înființare
Situl Costa de Llevant a fost declarat sit de importanță comunitară în iulie 2000 pentru a proteja 4 specii de animale.

## Biodiversitate
Situată în ecoregiunile marină mediteraneană și mediteraneană, aria protejată conține 8 habitate naturale: Straturi cu Posidonia (Posidonion oceanicae), Dune mobile cu vegetație embrionară, Lagune de coastă, Golfuri mici largi și golfuri puțin adânci, Dune mobile de-a lungul țărmului cu Ammophila arenaria („dune albe”), Izvoare petrifiante cu formare de travertin (Cratoneurion), Faleze cu vegetație de Limonium spp. endemic de pe coastele mediteraneene, Pseudostepă cu ierburi și specii anuale de Thero-Brachypodietea.
La baza desemnării sitului se află mai multe specii protejate:
- păsări (2): Larus audouinii, Phalacrocorax aristotelis desmarestii
- mamifere (1): delfin mare (Tursiops truncatus)
- reptile (1): Caretta caretta